# Eyalet di Varat
L'eyalet di Varat (in turco Eyalet-i Varat), fu un eyalet dell'Impero ottomano.

## Storia
Varat (Oradea) divenne sede del governatore ottomano della regione (beylerbeyi) nel 1660. Prima della formazione dell'eyalet, quest'area era in gran parte vassalla dell'Principato di Transilvania. Alcuni territori appartenevano invece già all'eyalet di Temeșvar ed all'Eyalet di Budin.
Nel giugno del 1692 l'eyalet venne conquistato dalle truppe asburgiche, e venne ceduto definitivamente all'Austria col trattato di Karlowitz nel 1699. Il territorio venne successivamente incluso nel Regno d'Ungheria degli Asburgo e nel Principato di Transilvania asburgico.

## Geografia antropica

### Suddivisioni amministrative
I sangiaccati dell'eyalet di Varat nel XVII secolo erano:
1. sanjak di Varat (Oradea)
2. sanjak di Salanta (Salonta)
3. sanjak di Debreçin (Debrecen)
4. sanjak di Halmaş (Nagyhalász)
5. sanjak di Şenköy (Sâniob)